# Cell
För andra betydelser, se Cell (olika betydelser).

Schematisk bild över en typisk eukaryot cell, som visar cellens subcellulära komponenter. Organeller: (1) Nukleol (2) Cellkärna (3) Ribosom (4) Vesikel (5) Korniga endoplasmatiska nätverket (6) Golgiapparaten (7) Cellskelettet (8) Glatta endoplasmatiska nätverket (9) Mitokondrie (10) Vakuol (11) Cytoplasma (12) Lysosom (13) Centriol

Cellen är den funktionella och strukturella enheten i alla levande organismer; den kallas ibland för "kroppens byggsten". Vissa organismer, till exempel bakterier, består av endast en cell vardera. Andra organismer, till exempel människor, består av flera miljarder celler vardera.
Alla celler kommer från redan existerande celler. De förökar sig och blir flera genom att dela upp sig i två stycken, ibland i fyra. På detta sätt blir många celler snabbt flera, medan andra dör och upplöses. 
En normal cell upprätthåller självständig ämnesomsättning (metabolism) och cellen innehåller all den ärftliga information som krävs för att bilda en ny identisk cell. I cellens inre finns strukturer som kan betraktas som cellens egna inre organ, organeller. De är lösta i cellvätska, cytosol. Cytosolen och de organeller som finns i den kallas gemensamt för cytoplasma. Celler förökar sig genom delning. Sådant som har med celler att göra benämns cellulärt. Sådant som finns inne i en cell är intracellulärt (ej att förväxla med intercellulärt som betyder mellan celler); motsatsen är extracellulärt.
Ordet "cell" kommer från latinets cellula, som betyder "litet rum". Alla celler har olika uppgifter. Det kan t.ex. vara att de skickar signaler mellan olika kroppsdelar, det kan också vara att bygga upp ny hud.

## Översikt

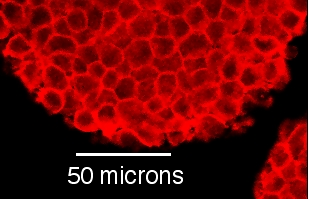
Musceller som odlats i en cellkultur. Dessa växer i stora klumpar men varje enskild cell är inte större än 10 mikrometer i diameter. En mikrometer är en miljondels meter.

Varje cell är mer eller mindre självständig i den mening att den oberoende av andra celler tar upp näring och omvandlar näring till energi; den utövar specialiserade funktioner och reproducerar sig om så är nödvändigt. Varje cell innehåller alla instruktioner som krävs för att utföra dessa uppgifter.
Alla celler delar vissa egenskaper:
- Reproduktion via celldelning (även kallad mitos eller binär fission).
- Använder enzym och andra proteiner som kodas av gener via transkription och translation.
- Metabolism, det vill säga nedbrytning av näringsämnen från omgivningen för att omvandla kemiska föreningar till energi, och därefter bygga upp nya biologiska föreningar.
- Den kan svara på externa och interna signaler, till exempel temperatur, pH och förändringar i näringsnivåer.
- Cellens barriär mot omgivningen är cellmembranet som består av ett dubbellager av fosfolipider.

Vissa prokaryotiska och eukaryotiska celler skiljer sig på flera punkter. Bland annat har eukaryota celler organeller vilket prokaryoter saknar.

## Cellens uppbyggnad
Det finns två grundläggande typer av celler: eukaryota och prokaryota. Prokaryota celler är vanligtvis encelliga organismer, medan eukaryota celler ofta är delar i en multicellulär organism.

### Prokaryota celler

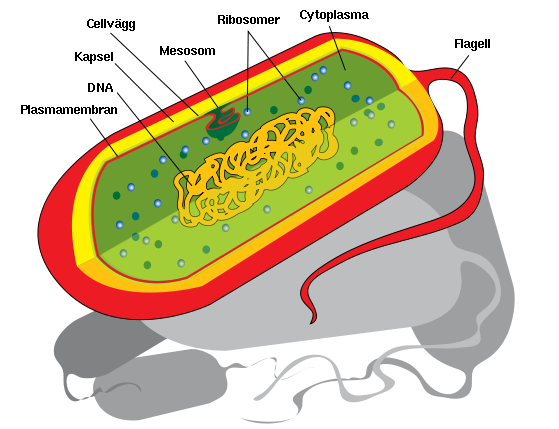
Schematisk bild av en typisk bakterie.

Prokaryoter skiljer sig från eukaryoter i flera avseenden. Vidare saknar prokaryoter intracellulära organeller såsom det endoplasmatiska nätverket, Golgiapparaten, mitokondrier och lysosomer. Prokaryoter har ofta en kapsel som består av ett kolhydratskikt som omger cellen och skyddar den mot omgivningen. Flagell och pili är två andra vanliga komponenter; dessa är former av utskott från prokaryoten bestående av protein. En flagell är en form av molekylär motor som under inverkan av ett komplicerat inre system av proteiner kan rotera, och därmed förflytta prokaryoten i en vattenlösning. En pilus är en receptor, med vars hjälp bakterien kan binda till en yta. Liksom eukaryoter har prokaryoter även ribosomer.
Övriga skillnader mellan prokaryoter och eukaryoter:
- De flesta prokaryoter har en cellvägg (dock finns det många undantag, till exempel mykoplasma). Cellväggens kemiska struktur är uppbyggd som en polymer bestående av peptider som alterneras med mindre kolhydratgrupper. Cellväggen utgör en barriär mot framförallt osmos som annars riskerar att spränga cellen, eftersom den intracellulära miljön har en högre koncentration av partiklar i förhållande till den yttre miljön. Dock förekommer cellväggar hos vissa eukaryota växtceller och svampar men sammansättningen är olika.
- Den prokaryota kromosomen är cirkulär och inte linjär som ofta är fallet i eukaryoter. Prokaryoter har dessutom ofta enbart en kromosom. Det är även vanligt att prokaryoter är bärare av mindre cirkulära DNA-molekyler kallade för plasmider. Sådana plasmider innehåller ofta ett tiotal gener[4] och kan överföras bakterier emellan.

### Eukaryota celler

Schematisk bild över en typisk eukaryot cell, som visar cellens subcellulära komponenter. Organeller: (1) Nukleol (2) Cellkärna (3) Ribosom (4) Vesikel (5) Korniga endoplasmatiska nätverket (6) Golgiapparaten (7) Cellskelettet (8) Glatta endoplasmatiska nätverket (9) Mitokondrie (10) Vakuol (11) Cytoplasma (12) Lysosom (13) Centriol

Eukaryota celler är ungefär 10 gånger större i jämförelse med prokaryota celler och kan ha en volym som är uppemot 1000 gånger större. Den huvudsakliga skillnaden mellan prokaryoter och eukaryoter är det faktum att eukaryoter innehåller mindre rum inne i cellen som omges av membran, så kallade organeller. Dessa organeller har ofta specifika funktioner i cellens ämnesomsättning (metabolism). När det gäller den eukaryota cellens DNA består den av linjära kromosomer med bundna histoner. Alla kromosomer finns inne i cellkärnan och är därmed separerad från cytosolen.

#### Organeller
- Cellmembranet omsluter cellen och reglerar vilka kemiska föreningar som får komma in och ut, samt reglerar cellens insida.
- Cellskelettet utgörs av strukturer inuti cellen som tillsammans håller uppe cellen och ger den dess form.
- Cytoplasma - materialet mellan cellmembranet och cellkärnan, består mest av vatten.
- Cellkärna - här lagras DNA, det genetiska materialet. Prokaryoterna saknar cellkärna och har DNA fritt i cytosolen.
- Ribosomer - i dessa tillverkas cellens proteiner genom att aminosyror kopplas ihop efter hänvisningar från generna.
- Endoplasmatisk retikulum - ett membransystem som bland annat transporterar kemiska föreningar inom cellen.
- Mitokondrie - cellens ”kraftverk”, förbränning av olika molekyler, till exempel socker, som ger energi till cellens arbete (cellandning).
- Golgiapparaten - sätter på "adresslappar" på färdiga protein som visar vart i cellen de ska transporteras.

## Cellens komponenter

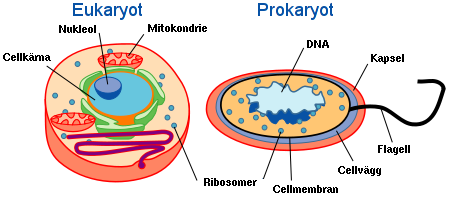
Jämförelse mellan en eukaryot cell och en prokaryot cell.

Alla celler har, oavsett om det gäller en prokaryot eller eukaryot cell, ett cellmembran som omsluter cellen, och skiljer den interna miljön från den externa. Cellmembranet reglerar upptaget av ämnen från omgivningen samtidigt som det upprätthåller elektriska potentialskillnader eftersom det är impermeabelt för joner. Alla celler innehåller DNA som är det ärftliga material som gener består av. RNA är en annan universell företeelse som är grunden för genernas uttryck.

### Cellmembran

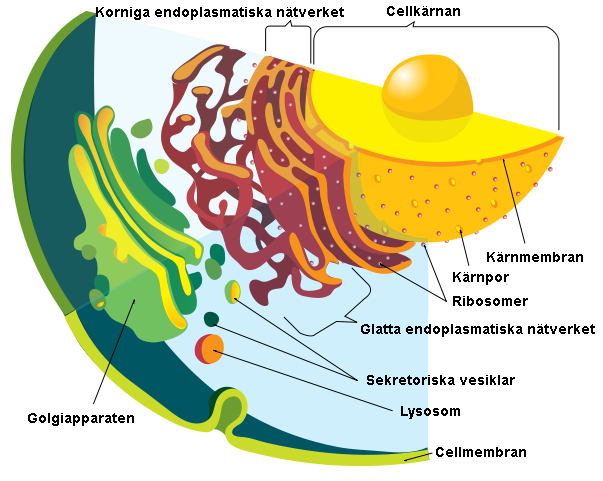
Endomembransystemet hos en cell.

En tunn hinna som håller ihop och skyddar cellen. Membranet fungerar som portvakt. Det släpper igenom nyttiga ämnen, till exempel vatten och syre. Många skadliga kemikalier kan däremot inte komma in i cellen. Cellens cytoplasma omges av ett plasmamembran. Ordet plasmamembran används synonymt med cellmembran. Hos växtceller och prokaryoter omges plasmamembranet av en cellvägg. Plasmamembranet skyddar cellen från den omgivande miljön och består av fosfolipider i ett dubbelt lager. Olika former av biologiska molekyler är inbäddade i membranet, bland annat många typer av proteiner. Vissa membranproteiner fungerar som kanaler för joner och andra mindre vattenlösliga molekyler. Eftersom vissa substanser kan passera cellmembranet, medan andra inte kan det, kallas membranet för 'semi-permeabelt'. Proteiner i cellmembranet kan även vara receptorer för signalering in till cellen.

### Cytoskelettet
Cytoskelettet upprätthåller cellens morfologi, det vill säga dess form och utseende. Dessutom ger cytoskelettet stöd åt organeller, förmedlar endocytos och celldelning. Det eukaryota cytoskelettet består av mikrofilament, intermediära filament och mikrotubuli. Många olika typer av proteiner deltar i uppbyggnaden av cytoskelettet. Även prokaryoter har ett cytoskelett, som forskningen inte har fokuserat lika mycket kring.

### Genetiskt material
Två olika typer av genetiskt material existerar: DNA och RNA. De flesta organismer använder DNA för sin långsiktiga informationslagring. De undantag som existerar är vissa virus (retrovirus) som enbart använder RNA som sin primära lagringsform för genetisk information. All biologisk information som en organism innehåller finns i den genetiska koden, det vill säga i DNA. RNA är huvudsakligen en tillfällig överföringsform av genetisk information, som existerar under korta tidsperioder när en gen ska omvandlas till ett protein. Sådant RNA kallas för budbärar-RNA (förkortat mRNA, av engelska messenger RNA).
Det prokaryota genetiska materialet är organiserat i enklare och mindre DNA-strukturer. Detta bakterie-DNA ligger i en region hos den prokaryota cellen som kallas för nukleoid. Nukleoiden är dock enbart en region i cellen och är inte att förknippa med den eukaryota cellkärnan. 99,9 % av det genetiska materialet i den eukaryota cellen finns i cellkärnan - undantaget är en mindre mängd mitokondriellt DNA som ligger inne i mitokondrierna. Det mitokondriella DNA:t utgör en mycket liten del av cellens totala DNA.
Mänskliga celler har 46 linjära DNA-molekyler (kromosomer). Antalet kromosomer varierar mellan arterna och har ingenting att göra med organismens komplexitet.

## Cellens funktioner

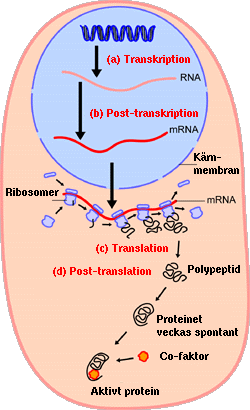
En översikt över proteinsyntesen.
Inne i cellkärnan (ljusblå i bilden) sker transkription av gener till RNA. Det transkriberade RNA:t är föremål för post-transkriptionella modifieringar vilket resulterar i ett moget mRNA. mRNA transporteras därefter ut från kärnan till cytoplasman där det genomgår translation till protein. mRNA översätts av ribosomer som matchar tre-bas kodon i mRNA:t till tre-bas antikodon på lämpligt tRNA. Nysyntetiserade proteiner modifieras ofta efter translationen, så kallade post-translationella modifieringar.

### Celltillväxt och metabolism
Mellan celldelningar växer cellen genom cellulär metabolism. Cellmetabolism är den process varigenom enskilda celler bearbetar näringsämnen. Metabolism delas upp i katabolism, som innebär nedbrytandet av strukturellt komplexa molekyler för att utvinna energi, anabolism är tvärtom uppbyggande reaktioner som skapar nya byggstenar i cellen. Under normala förhållanden är kolhydrater den vanligaste energikällan i cellen. Komplicerade kolhydratföreningar bryts ner till den enklare formen glukos. Inne i cellen bryts glukos ner till ATP.
ATP bildas via två huvudsakliga biokemiska nedbrytningsvägar, varav den första är glykolysen och kallas för anaerob metabolism, därför att den inte kräver syre. I prokaryoter är glykolys den enda process som framställer energi som cellen kan tillgodogöra sig.
Den andra biokemiska nedbrytningsvägen är citronsyracykeln, även kallad för Krebs cykel. Citronsyracykeln sker inne i mitokondrieerna och genererar mer ATP än glykolysen.

### Cellbildning
Celldelning involverar en enda modercell som delar sig till två dotterceller. I prokaryoter kallas celldelningen för binär fission medan den i eukaryoter kallas för mitos som följs av cytokines. Könsceller delar sig genom en process som kallas för meios.
DNA-replikering är den process varvid cellens kromosomer dupliceras, vilket är nödvändigt inför varje celldelning.

### Syntes av proteiner

När genen ska användas kopieras den först från DNA till RNA. RNA översätts sedan till protein i proteintillverkningen.

Alla celler är kapabla att syntetisera nya proteiner, som är nödvändiga för att kontrollera och tillgodose cellens aktiviteter och behov. Proteinsyntesen innebär att nya proteiner byggs upp från enklare byggstenar, så kallade aminosyror, via transkription och translation.
Transkription är den process varvid genetisk information i DNA används för att producera en komplementär RNA-sträng. Den RNA-strängen är sedan bearbetad för att ge upphov till mRNA, som sedan migrerar genom cellen. mRNA binder till protein-RNA komplex kallade för ribosomer som finns i cytosolen bundna till det endoplasmatiska nätverket. mRNA översätts i ribosomerna till polypeptider - translationen.

#### Generna styr proteintillverkningen

Kopiering av DNA till DNA, en kedja blir två.

Generna spelar sin huvudsakliga roll när cellen tillverkar en sorts molekyler som kallas proteiner. Genen innehåller den information som avgör hur proteinerna ska bli. Cellerna är de allra minsta självständiga delarna i organismer. En människokropp innehåller många miljarder celler, medan mycket små organismer, till exempel bakterier, består av en enda cell vardera. En cell är som en mycket liten och mycket komplicerad fabrik som kan tillverka alla beståndsdelar som behövs för att bygga upp en kopia av fabriken själv. Precis detta inträffar när cellen delar sig. 
Den principiella arbetsuppdelningen i celler är enkel - generna innehåller instruktionerna för arbetet och proteinerna utför arbetet. Uppgifterna kan till exempel bestå i att bygga en ytterligare kopia av cellen eller att reparera skador i den. Varje proteintyp är en utpräglad specialist och utför endast ett visst speciellt jobb. Så när en cell ska förändra sina aktiviteter måste den tillverka nya typer av proteiner. Om en cell ska gör någonting snabbare eller långsammare kan den reglera detta genom att skapa fler proteiner för den uppgiften (snabbare) eller färre (långsammare). 
Därför varierar uppsättningen proteiner i cellen från tid till annan. Men generna för alla proteinerna finns alltid tillgängliga. 
Protein består av långa kedjor av aminosyror. Kedjorna tillverkas som pärlband. En aminosyra i taget läggs till i ena änden. Varje gång en aminosyra ska läggas till finns 20 olika att välja mellan. Det är genen som avgör vilken aminosyra läggs till. Ordningsföljden mellan nukleotider i DNA bestämmer ordningsföljden mellan aminosyror i proteinet. Proteinet viker sedan ihop sig till en kompakt form, lite grand som ett oordnat nystan. Den tredimensionella form som proteinet då får bestäms av den ordningsföljd som aminosyrorna sitter i längs kedjan och det är denna form som i sin tur bestämmer vad proteinet kan göra, vad det har för funktion. En del protein har till exempel inbuktningar och utbuktningar som stämmer precis med ytan på ett annat protein. Det gör att de två proteinerna häktar fast i varandra och bildar en större enhet tillsammans. Andra proteiner är enzymer, det vill säga fungerar som små maskiner som ändrar andra molekyler till exempel genom att ta isär dem. 
Informationen lagras i DNA i form av en ordningsföljd av nukleotider längs DNA-kedjan. Fyra olika nukleotider kommer här till användning: adenin (A), tymin (T), guanin (G) och cytosin (C). Dessa översätts till en sekvens av aminosyror. De regler som översättningen följer kallas den genetiska koden. När en gen ska användas kopieras DNA-sekvensen först till den mycket likartade molekylen RNA. Detta görs på det mycket korta delavsnittet av DNA där en viss gen finns. Denna speciella kopieringsprocess kan också kallas transkription. RNA-kopian förs sedan genom ett mycket stort molekylkomplex som kallas ribosom. Här översätts nukleotidsekvensen i RNA till en motsvarande sekvens av aminosyror enligt den genetiska koden. Den här processen kan också kallas proteinsyntes. Det nya proteinet vecklas sedan ihop till den form det ska ha för att kunna fylla sin uppgift.
Om sekvensen av nukleotider förändras så förändras också genen. Detta kan också få till följd att den motsvarande sekvensen av aminosyror i proteinet blir annorlunda. Om en del av genen tas bort blir proteinet kortare och kanske inte fungerar. Detta är förklaringen till att organismer med olika alleler kan ha olika egenskaper, motsvarande proteiner fungerar olika. Som exempel beror hårfärgen på hur mycket melanin (mörkt pigment) som byggs in i håret när det växer fram. En person med normal uppsättning gener för tillverkning av melanin får mörkt hår. Men om en av allelerna har en sekvens som är så annorlunda att motsvarande protein inte fungerar, då produceras mycket mindre melanin, och personen blir ljushårig.

### Cellsignalering
De flesta celler ingår i ett större nätverk. För att detta nätverk ska fungera måste cellerna kunna kommunicera med varandra. Kommunikationen behövs för att reglera antalet celler och vilken typ av celler som behövs. Fel i kommunikationen kan leda till ohämmad celltillväxt (det vill säga cancer).     
Celler kommunicerar med varandra genom att utsöndra olika ämnen, primitiva celler (ex. jästceller) kommunicerar med hjälp av små peptider medan celler i djur kan använda sig av många olika typer av signalmolekyler som proteiner, peptider, aminosyror, steroider, retinoider, gaser (kväveoxid och koloxid) och fettsyraderivat. 